# فردریک آترتون

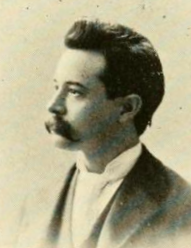
فردریک آترتون (خانه نمایندگان ماساچوست، قانونگذاری ۱۸۹۶ میلادی)

فردریک ویلیام آترتون (Frederick William Atherton) (۶ اوت ۱۸۶۵–۴ آوریل ۱۹۳۶)،‏ تاجر اهل بوستون، ماساچوست و تحصیل کرده هاروارد بود. او یکی از مؤسسان و متولیان مؤسسه فناوری «ونت وورث» و سایر مؤسسات مختلف آکادمیک بود. آترتون با تعدادی از بنیادها و مؤسسات خیریه همکاری می‌کرد. او پس از انتخاب شدن در ۱۱۷مین محکمه عمومی ماساچوست در سال ۱۸۹۵ در ناحیه ۲۱م، برای یک دوره در مجلس نمایندگان ماساچوست خدمت کرد. او بیش از ۲۵ سال و تا زمان مرگ ناگهانی خود در سال ۱۹۳۶، یک شخصیت اجتماعی برجسته در واشینگتن دی سی بود.

## اوایل زندگی
آترتون در خانواده‌ای ثروتمند و با نفوذ در بوستون به دنیا آمد. پدرش، ویلیام آترتون (۱۸۲۱–۱۸۹۱) مالک مشترک «آترتون، استتسون و کمپانی»، تاجر چرم و یکی از موفق‌ترین تجار بوستون در آن زمان بود. پدر و برادر او یکی از بزرگ‌ترین مالیات دهندگان بوستون بودند. پدرش همچنین معاون بانک هوم سیوینگز و مدیر اولین بانک ملی بوستون بود که در سال ۱۸۶۴ تأسیس شد. مدیریت این ثروت بعداً آترتون را تحریک کرد.
مادر آترتون، مری ادواردز دوایت‏ (۱۸۳۸–۱۹۱۵)، دختر ویلیام آر. دوایت و مری وارن فیسک اهل بروکلین، نیویورک بود. مادر او نوه بزرگ جاناتان ادواردز بود. تیموتی دوایت چهارم نیز از نوادگان فرهیخته وی محسوب می‌شد.
برادر او، ساموئل آترتون (۱۸۱۵–۱۸۹۵)‏ که فروشنده موزه کفش بود، وضعیت مالی خانواده را ارتقا داد. ساموئل ابتدا با کالب استتسون وارد شراکت شد، سپس با دو برادر کوچکتر خود، جیمز آترتون (۱۸۱۹–۱۸۷۹)‏ و ویلیام (پدر فردریک آترتون) در سال ۱۸۵۲ شراکت کرد. ساموئل مدیر بانک نیوانگلند، شرکت بیمه پرسکات، شرکت قرضه و اعتبار ماساچوست، رئیس شرکت گاز-برق دورچستر و مدیر ریل مرکزی ماساچوست بود و همچنین با بسیاری از شرکت‌های دیگر همکاری داشت. وی در سال‌های ۱۸۶۷، ۱۸۷۰ و ۱۸۷۷ عضو محکمه عمومی ماساچوست بود.
آترتون در مدرسه لاتین بوستون تحصیل کرد و سپس به آکادمی فیلیپس که یک مدرسه مقدماتی در اندورِ ماساچوست بود، وارد شد. او در فوریه ۱۸۸۴ وارد دانشگاه هاروارد شد و در کنار اشخاصی نظیر آلنسون بی. هوتون، آگوستوس پیبادی گاردنر، هوراس پل تورلو، ویلیام مارک نوبل، ایروینگ وتربی فی، چارلز ساموئل بابکوک و هارولد تیلور چیس در کلاس ۱۸۸۶ تحصیل کرد. در سال آخر دانشگاه، همه او را به نام فردریک می‌شناختند. وی در این دوره از زندگی خود با مشکلات پزشکی مواجه شد.
او در دهه بیست زندگی خود به ارثیهٔ قابل توجهی دست یافت و سفرهای زیادی به اروپا داشت.

## حرفه
اگرچه وی در ابتدا به عضویت هیئت علمی دانشگاه هاروارد درآمد، اما در ۲۵ سالگی، کارگزار «فولر، هاردینگ و شرکا» شد و اندکی پس از آن در سال ۱۸۹۰ در «اِی. بی ترنر و برادران» مشغول به فعالیت شد. او سرمقاله‌هایی با موضوعیت مالی برای روزنامه‌های بوستون، عمدتاً برای «متن عصر بوستون» می‌نوشت. از او به عنوان یک گزارشگر تجاری نیز یاد می‌شود. آترتون پس از مرگ پدرش، به عنوان متولی منافع خانواده‌اش معرفی شد.
او در سال ۱۸۹۵ به‌عنوان نامزد جمهوری‌خواه در سطح ایالتی انتخاب شد و در مجلس نمایندگان ماساچوست، در مجلس قانون‌گذاری ۱۸۹۶، در ۱۱۷مین محکمه عمومی ناحیه ۲۱ خدمت کرد. وی همچنین در آنجا در سمت گزارشگر تجاری فعالیت کرد.
با اینحال او مسئولیت بخشی را برعهده داشت که میزان درستکاری وی در آن محک زده می‌شد. در سال ۱۹۰۴ آترتون به عنوان یکی از سه متولی اداره بخشی از مِلک آریوچ ونت وورث انتخاب شد که قرار بود مؤسسه فناوری ونت وورث در سال ۱۹۰۴ در آن ملک تأسیس شود. ارزش دارایی ونت وورث بیش از ۷ میلیون دلار بود. این مبلغ معادل ۲۲۱ میلیون دلار + (مازاد تا سال ۲۰۲۱) بود. آخرین وصیت‌نامه ونت ورث که دو ماه قبل از مرگ خود نوشته بود، توسط دخترش، سوزان ویلوبی استوارت، مورد اعتراض قرار گرفت. سوزان همسر یک دیپلمات بریتانیایی و کنسولگر سابق بریتانیا در بوستون بود. در آخرین وصیت‌نامه مورخ سال ۱۹۰۴، بخش اعظم ثروت و میراث از فرزندان گرفته شده بود تا صرف «تأسیس مدرسه‌ای برای ارائه آموزش در زمینه مهارت‌های مکانیکی» بشود. سوزان ویلوبی استوارت حتی قبل از محکمه با چالش‌های اقتصادی مواجه بود. با این حال پس از نُه ماه مذاکره، دارایی آریوچ ونت وورث تقسیم شد. سهم فرزندانان او و مدیران مؤسسه ونت وورث هر کدام تقریباً ۳٫۵ میلیون دلار بود. آترتون که مجری آخرین وصیت‌نامه ونت وورث نیز بود، به همراه پل دبلیو واتسون (وکیل آریوچ ونت وورث (به عنوان مسئول دفتر و مدیر و بعدتر به عنوان خزانه‌دار و مدیر منصوب شد. آترتون درست از ابتدا، در ایده‌پردازی، طراحی و ساخت مؤسسه تا افتتاح ونت وورث و دریافت فیس از دانشجویان در سال ۱۹۱۱ و در طول ۲۵ سال بعد از آن درگیر بود. مقالات معاصرِ هاروارد در آن زمان همچنین مشخص می‌کردند که مؤسسه ونت وورث بیش از ۳٬۰۰۰٬۰۰۰ دلار موقوفه دارد. ضمن پوشش مطبوعاتی، در میان مدیران مؤسسه ونت وورث و بوستون برهمن تشویش‌های موجهی وجود داشت مبنی بر اینکه این پول باید برای اهداف آموزشی در ایالات متحده سرمایه‌گذاری شود. اگرچه این مبلغی نبود که آترتون پیش‌بینی کرده بود، اما هشت سال بعد، همین پیسه شهرت او را به عنوان یک متولی در زمینه آموزش تقویت کرد و موقعیت او را در جامعه ارتقا داد. در همان زمان او به ثروت قابل توجهی دست یافت.
در سال ۱۹۱۲، او عمدتاً در واشینگتن دی سی زندگی می‌کرد و در محافل دیپلماتیک و سیاسی همراه با والتر ال. فیشر، وزیر کشور ایالات متحده که بعداً ۵ تن از پسرانش را برای تحصیل به هاروارد فرستاد، دیده می‌شد. آترتون قبلاً یکی از اعضای باشگاه متروپولیتن در واشینگتن دی سی بود که رئیس‌جمهور وقت ایالات متحده، ویلیام هاوارد تافت نیز عضو آن بود. در آن زمان، جدا از اینکه وی متولی یک صندوق آموزشی بزرگ بود، او یک نویسنده مالی و تجاری محسوب می‌شد که در حال حاضر تا حد زیادی در این حوزه ناشناخته مانده‌است. ظاهراً او هرگز وکالت نمی‌کرد و بر روی ارتباطات سطح بالا متمرکز بود. شهرت او در جامعه به نحوه مدیریت دارایی‌های خود (چندین شرکت شخصی) برمی‌گشت؛ این دارایی‌ها شامل ارثیه‌ای بود که هم از تولیدات قرن نوزدهم و هم از شرکت‌های مالی در نیوانگلند سرچشمه می‌گرفت. وی مسئول دفتر مؤسسه ونت وورث باقی ماند و با آن موفقیت، شناخته شد.